# Googlefight

Google fight (de l'anglais signifiant littéralement « combat Google ») est un site web à la fonctionnalité disparue qui permettait de comparer le nombre de réponses retournées par la page de résultats du moteur de recherche Google entre deux chaînes de recherches différentes, ceci afin d’évaluer les notoriétés respectives des entités qu'elles désignent.

## Site web
Le site web Google Fight propose aux internautes d'automatiser ce processus, en mettant en forme les résultats sous forme graphique.
Pendant que la recherche est effectuée, une animation réalisée dans un mélange de flash et de JavaScript met en scène deux bonhommes se livrant un combat de quelques secondes (le dénouement de ce dernier ne signifie rien de particulier). Puis le résultat de la comparaison est affiché sous la forme de barres verticales dont la hauteur est proportionnelle au nombre de réponses pour chaque recherche.
Le site est disponible en français, en anglais et en roumain. Il existe également un widget de bureau.
Les résultats de ce site font l'objet de divers sites YTMND.
Selon certains, les résultats seraient biaisés. En effet, l'appel de cette fonction sur les mêmes arguments à quelques secondes ou minutes d'intervalle donnerait des différences bien trop importantes pour être statistiquement plausibles (en deux minutes, « Bonaparte » passerait par exemple de 8 millions à 12 millions d'occurrences, ou l'inverse). Il se peut que Google intercepte ces appels, qui ne correspondent pas à un usage normal de son offre, et renvoie au site Google Fight  des résultats délibérément aléatoires.[réf. nécessaire]
Le site Google Fight  n'est pas un service officiel appartenant à Google.